# L'Inconnu du lac
L'Inconnu du lac is een Franse film uit 2013, geschreven en geregisseerd door Alain Guiraudie. De film ging op 17 mei in première op het Filmfestival van Cannes in de sectie Un certain regard en won de Queer Palm en de prijs voor beste regie.

## Verhaal
Tijdens de zomer is een afgelegen plek aan het meer, omgeven daar bossen, de ontmoetingsplaats voor mannelijke baders, naturisten en homo’s. Elke dag spreidt Franck zijn handdoek op het strandje waar hij Henri en Michel leert kennen. Hij geraakt bevriend met de eerste en aangetrokken door de besnorde Michel. Op een dag ziet hij hoe Michel zijn partner Pascal verdrinkt. Hij is ontzet en bang maar blijft volledig in de ban van de moordenaar. Twee dagen later wordt het lichaam van de verdronkene ontdekt en een politie-inspecteur onderzoekt het verdachte overlijden. Franck blijft Michel verdedigen en ze beginnen een relatie. Henri is bezorgd en waarschuwt Franck dat Michel een psychopaat is. Terwijl Franck gaat zwemmen, beschuldigt Henri Michel van de moord op Pascal en verdwijnt in het bos. Tijdens zijn zwempartij ziet Franck dat de beide mannen verdwenen zijn en zwemt terug naar het strand. Hij gaat op zoek naar de mannen en ziet Michel van achter de struiken wandelen. Daar vindt hij Henri met doorgesneden keel, die in zijn armen sterft. Franck is doodsbang en vlucht het bos in om zich te verstoppen. Michel volgt hem en wanneer hij op de politie-inspecteur stuit, steekt hij deze met een mes in de buik. Wanneer de nacht valt, blijft Michel naar hem roepen en vraagt om bij hem te blijven en de nacht door te brengen omdat hij van Franck houdt. Nadat Michel verder het bos ingelopen is, verlaat Franck zijn schuilplaats. Maar in plaats van ongezien weg te sluipen, roept hij naar Michel omdat zijn verlangen naar hem te groot is.

## Rolverdeling
| Acteur                | Personage           |
| --------------------- | ------------------- |
| Pierre Delandonchamps | Franck              |
| Christophe Paou       | Michel              |
| Patrick d'Assumçao    | Henri               |
| Jérôme Chappatte      | Inspecteur Damroder |

## Productie
De opname vond plaats in september 2012 aan het meer van Sainte-Croix in de Provence. De film bevat expliciete seksscènes waarbij gebruik werd gemaakt van body doubles.
De film kreeg positieve kritieken van de filmcritici, met een score van 93% op Rotten Tomatoes, behaalde verscheidene prijzen op internationale filmfestivals en werd in 2014 genomineerd voor acht Césars, waarvan er één gewonnen werd.

## Prijzen en nominaties
De belangrijkste:
| Jaar | Prijs                   | Categorie                   | Genomineerde(n)      | Uitslag  |
| ---- | ----------------------- | --------------------------- | -------------------- | -------- |
| 2014 | César                   | Beste jong mannelijk talent | Pierre Deladonchamps | Gewonnen |
| 2013 | Filmfestival van Cannes | Beste regie                 | Alain Guiraudie      | Gewonnen |
| 2013 | Queer Palm              | Beste film                  | Alain Guiraudie      | Gewonnen |